# Petites servantes de la Bienheureuse Vierge Marie immaculée
Les petites servantes de la Bienheureuse Vierge Marie immaculée (latin : Congregatio Religiosa Sororum Servularum Beatissimae Mariae Virginis Immaculatae) est une congrégation religieuse de droit pontifical.

## Histoire
La congrégation est fondée le 7 octobre 1878 à Zakroczym par le capucin Honorat de Biala (1829-1916)dans le but de restaurer une vie chrétienne dans les familles de la campagne. Les jeunes filles qui intègrent l'institut prononcent des vœux religieux mais continuent de vivre dans leur famille.
Les constitutions sont approuvées le 24 août 1896 par Antoine Sotkiewicz, évêque de Sandomierz ; il reçoit le décret de louange le 27 mai 1909 et ses constitutions sont définitivement approuvées par le Saint-Siège le 28 mars 1949.

## Activités et diffusion
L'objectif de l'institut est de restaurer une vie chrétienne dans les familles en particulier dans les zones rurales.
Elles sont présentes en:
- Europe : Italie, Lettonie, Lituanie, Pologne, Biélorussie.
- Afrique : République démocratique du Congo, Rwanda.
- Amérique : États-Unis.

La maison-mère est à Mariówka.
En 2017, la congrégation comptait 696 sœurs dans 106 maisons.